# Synchiropus sycorax
Synchiropus sycorax, tên thông thường là cá đàn lia hồng ngọc, là một loài cá biển thuộc chi Cá đàn lia gai trong họ Cá đàn lia. Loài này được mô tả lần đầu tiên vào năm 2016.

## Phân bố và môi trường sống
S. sycorax có phạm vi phân bố ở Tây Nam Thái Bình Dương. Loài này hiện chỉ được ghi nhận ở ngoài khơi đảo Jolo, thuộc quần đảo Sulu, Philippines. S. sycorax sống trên đáy cát xen lẫn nhiều vụn san hô, được tìm thấy ở độ sâu khoảng từ 20 đến 38 m.

## Mô tả
Chiều dài tối đa được ghi nhận ở S. sycorax là khoảng 4 cm. Đầu và thân (cả cá đực và cá mái) có màu đỏ tươi; màu vàng ở thân dưới và bụng; đầu có những vệt trắng lớn. Mặt trên của mõm và môi thường có màu trắng. Những đốm đen nhỏ xuất hiện phía dưới của mắt. Phía dưới của đầu có những đốm nhỏ màu xanh lam. Mắt đỏ tươi, thường có những chấm trắng nhỏ. Cơ thể có các hàng đốm trắng, thường xuất hiện thêm nhiều chấm trắng nhỏ và cả các chấm đen. Vây lưng thứ nhất có màu vàng hoặc nâu vàng, có 5 – 9 sọc đen viền màu xanh da trời. Vây lưng thứ hai có các tia màu đỏ; màng vây màu đỏ, chuyển thành màu đỏ xám đến đen ở sau; có 2 – 3 sọc vàng viền đen. Vây hậu môn màu lam xám, có các đốm đen nhỏ, và đôi khi có màu vàng với các đốm xám. Vây đuôi có màu đỏ, sọc màu trắng hoặc xanh lam; màng vây trong suốt; có đốm xanh. Vây bụng màu vàng với dải màu lục xám ở cận rìa; nhiều chấm đốm màu đỏ xám, đen và trắng. Gốc vây ngực có đốm lớn màu vàng nâu. Vây ngực màu vàng trong suốt. S. sycorax là loài dị hình giới tính: Vây lưng thứ nhất của cá đực vươn cao hơn so với cá mái. Hầu hết vây lưng thứ nhất của cá mái có màu đen. Vây lưng thứ hai trong suốt có tia màu đỏ; có sọc đỏ với các đốm trắng rải rác. Vây hậu môn có tia màu vàng; màng vây màu vàng trong; có đốm trắng và xanh lam nhạt. Vây bụng không có dải màu xám như cá đực.
Số gai ở vây lưng: 4; Số tia vây mềm ở vây lưng: 8; Số gai ở vây hậu môn: 0; Số tia vây mềm ở vây hậu môn: 7; Số tia vây mềm ở vây ngực: 19 - 20; Số gai ở vây bụng: 1; Số tia vây mềm ở vây bụng: 5.